# Fritz Heitmann
Fritz Heitmann (Ochsenwerden, 9 maggio 1891 – Berlino, 7 settembre 1953) è stato un organista tedesco.

## Biografia
Fritz Heitman nacque a Ochsenwerden. I primi approcci all'organo furono con il padre, che lo suonava pure lui. In seguito frequentò il Conservatorio Bernuth ad Amburgo. Dal 1909 divenne uno studente di Karl Straube, Max Reger e Josef Pembaur alla Università della musica e teatro di Lipsia.
Nel 1912 divenne primo organista alla cattedrale di Schleswig. Durante la prima guerra mondiale lavorò all'ospedale militare di Namur.
Nel 1918 Guglielmo II lo volle come organista a Berlino nella chiesa Kaiser-Wilhelm-Gedächtniskirche. A Berlino suonò anche alla Accademia Sonora di Berlino e nel Duomo, ove iniziò a musicare con l'organo alcuni vespri cattolici, musiche tuttora utilizzate. Dopo tali esperienze andò a suonare in Europa, Russia e negli Stati Uniti.
Dal 1923 Heitmann insegnò e diresse musica alla Accademia di Berlino, al Conservatorio ed alla Università.
Heitman venne considerato un importante interprete di Bach. Nel 1938 registrò la Deutsche Orgelmesse for Telefunken sull'organo Arp Schnitger dello Schloss Charlottenburg, nel 1950 venne incisa su disco L'arte della fuga.
Benché l'organo Sauer sia stato distrutto durante i bombardamenti di Berlino del 1943, sono rimaste alcune incisioni su gomma datate 1929-30, nelle quali l'organista è Fritz Heitmann.
Heitmann morì a Berlino il 7 settembre 1953, all'età di 62 anni.